# Talabarte

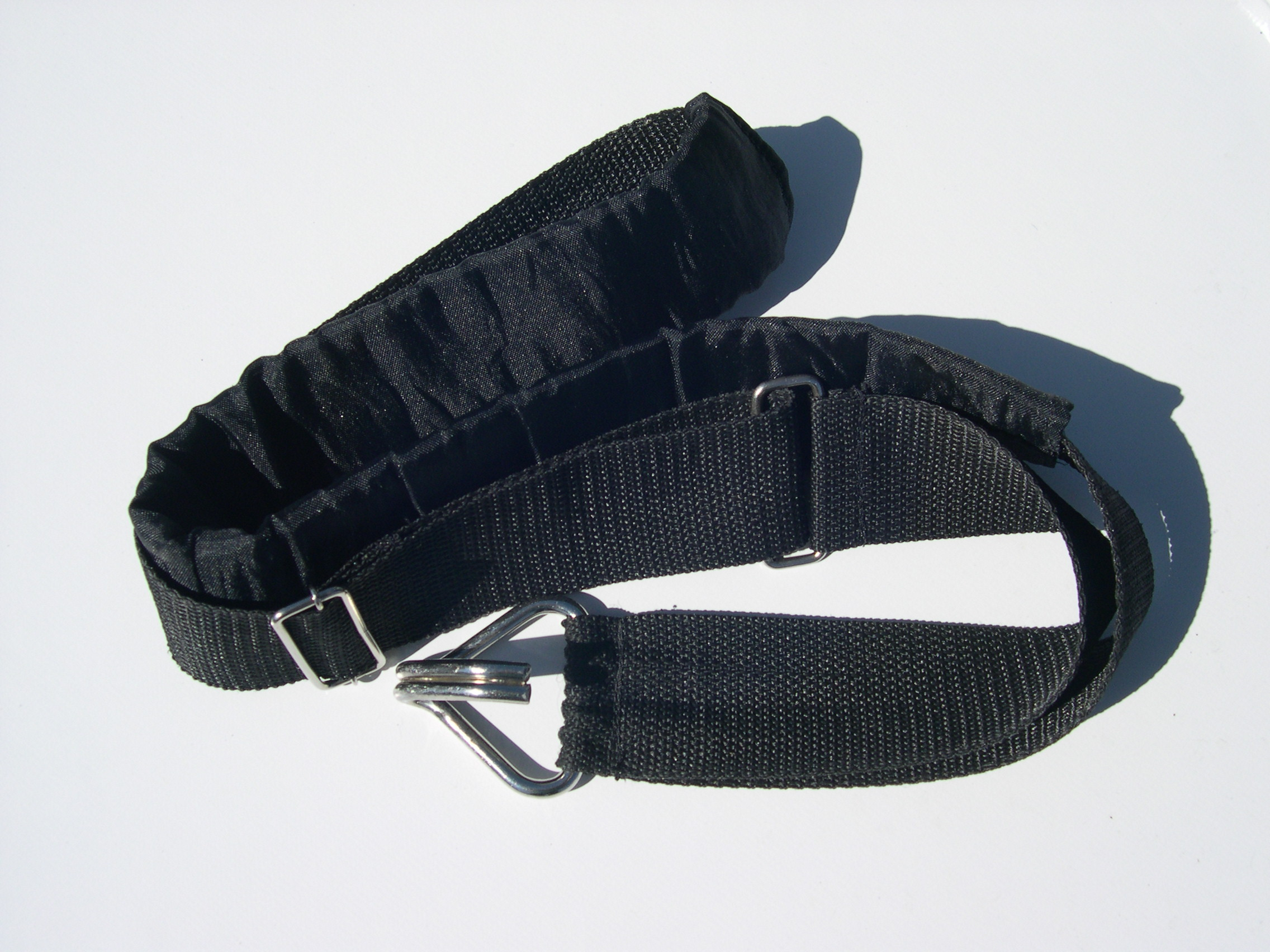

O talabarte é uma alça, tradicionalmente feita de couro ou em nylon (atualmente), que possui um ou dois ganchos ns extremidades, usado para algumas funções: apoio de espada ou bandeira; pendurar instrumentos de percussão no corpo, como surdo ou repinique, e; como um equipamento de segurança de apoio para trabalho em altura. que protege o usuário "travando" a queda.
Destaca-se que existem diferentes tipos de talabarte: com alma de aço, de nylon, com absorsor de impacto, entre outros.